# Deadbeat
Deadbeat é uma série de comédia do Hulu, criada por Cody Heller e Brett Konner. Ela é estrelada por Tyler Labine.
A primeira temporada foi lançada na internet em 9 de abril de 2014, com dez episódios. Em 30 de abril de 2014, foi renovada para uma segunda temporada de 13 episódios. Em 26 de maio de 2015, foi renovada para uma terceira temporada de 13 episódios.
No Brasil, a série é transmitida pelo Canal Sony e estreou em 05 de janeiro de 2015, às 21:30, com dois episódios em sequência, todos dublados.

## Sinopse
A série acompanha Kevin Pacalioglu, um médium pouco convencional que é contratado para tentar solucionar problemas pendentes de alguns fantasmas para que assim, finalmente, estes possam descansar em paz. Às vezes conta com a ajuda de seu melhor amigo e traficante de drogas, Roofie.

## Elenco

### Principais
- Tyler Labine como Kevin Pacalioglu - Um médium viciado em maconha que usa suas habilidades para comunicar-se com fantasmas como uma formar para ganhar a vida.
- Brandon T. Jackson como Rufus "Roofie" Jones - Único amigo de Kevin e traficante de drogas.
- Cat Deeley como Camomile White - Uma famosa médium e rival ocasional de Kevin que não possui a capacidade real de comunicar-se com fantasmas.
- Lucy DeVito como Sue Tabernacle - A aduladora assistente de Camomile.

## Recepção
O Rotten Tomatoes deu ao show uma classificação de 92% "gostei", com base em 17 avaliações.